# Segunda FEB
La Segunda FEB, conocida hasta 2024 como Liga Española de Baloncesto Plata (LEB Plata), es una competición de baloncesto organizada por la Federación Española de Baloncesto (FEB). Es el tercer nivel del sistema de ligas de baloncesto de España. Se disputó por primera vez con el nombre de LEB 2 en la temporada 2000-01, cambió su denominación a LEB Plata en la temporada 2007-08 y desde la 2024-25 paso a denominarse Segunda FEB.

## Formato
Comenzó su andadura en el año 2000 como LEB 2 y aunque siempre se ha dividido en dos fases: la fase regular y los play-offs, ha tenido a lo largo de su historia diversos formatos:
- Desde la temporada 2000-01 hasta 2006-07: formato de grupo único, y tras la liga regular, los 8 primeros clasificados se enfrentaban en unos play-offs de características similares a los de la ACB, con la importante diferencia de que la final se disputaba a partido único en la cancha del equipo con mejor puesto en la fase regular. Esto se debe a que los dos equipos que jugaban la final eran los ascendidos a LEB Oro, así que la única motivación era conseguir el campeonato LEB Plata, aspecto mucho menos valorado que conseguir el ascenso a la LEB Oro.
- Desde la temporada 2007-08 hasta 2018-19: continua el grupo único, pero tras la fase regular el primer clasificado asciende directamente a la Liga LEB Oro y los equipos clasificados entre el 2.º y el 9.º puesto pasan a disputar los play-offs de ascenso, con eliminatorias de cuartos de final, semifinales y final, en las que el campeón también consigue el ascenso a la Liga LEB Oro. Este cambio de formato quiso dejar de perjudicar al campeón de la fase regular, ya que no han sido pocas las veces en las que el campeón de la fase regular no conseguía el ascenso en los play-offs.
- Desde la temporada 2020-21 hasta la actualidad: la liga se ha ampliado a 28 equipos divididos en 2 grupos de 14 con una fase regular independiente en cada grupo. Al final de la temporada regular, el primer equipo de cada grupo jugará una eliminatoria para ascender directamente a Primera FEB (antes LEB Oro), mientras que el equipo perdedor pasará a los cuartos de final de los play-offs de ascenso; los equipos que terminen del 2.º al 8.º lugar de cada grupo se clasificarán para los play-offs de ascenso, en eliminatorias de octavos, cuartos y semifinales para determinar los otros dos equipos que accederán a Primera FEB (antes LEB Oro). Descienden a Tercera FEB (antes liga EBA) 6 equipos, los dos últimos de cada grupo y los dos perdedores de los dos play-offs de descenso que diputarán los equipos que terminen el 11.º de un grupo contra el 12.º del otro grupo.

Hasta la temporada 2023-24, al terminar la primera mitad de la temporada, el mejor equipo de cada grupo disputaba la Copa LEB Plata. 
En cuanto  la configuración actual de los equipos: las plantillas de 10-12 jugadores deberán contar con un mínimo de 4 jugadores de formación. Un máximo de 1 jugador extranjero no comunitario, y los equipos deberán mantener en el terreno de juego y durante todo el tiempo de juego, al menos 2 jugadores de formación de los que integran el acta del encuentro.

### Sistema de ligas de la Federación Española de Baloncesto
En este cuadro se refleja el nivel que ocupa la Segunda FEB con respecto a las demás ligas, tanto superiores como inferiores, de la Federación Española de Baloncesto. 
| Nivel | Nombre            | Geografía                                                              |
| ----- | ----------------- | ---------------------------------------------------------------------- |
| 1.º   | Liga ACB          | Equipos de toda España                                                 |
| 2.º   | Primera FEB       | Equipos de toda España                                                 |
| 3.º   | Segunda FEB       | Organizado en dos conferencias, Este y Oeste.                          |
| 4.º   | Tercera FEB       | Organizado en grupos constituidos por equipos de proximidad geográfica |
| 5.º   | 1.ª Div. Nacional | Grupos por comunidades                                                 |
| 6.º   | Liga provincial   | Grupos por provincias                                                  |

## Historial
| Ed.            | Temporada  | Campeón                                | Subcampeón                             | MVP                                    |  |
| Liga LEB 2     | Liga LEB 2 | Liga LEB 2                             | Liga LEB 2                             | Liga LEB 2                             |  |
| -------------- | ---------- | -------------------------------------- | -------------------------------------- | -------------------------------------- |  |
| I              | 2000-01    | Llobregat Centre Cornellà              | Universidad Complutense                | Rahshon Turner                         |  |
| II             | 2001-02    | Bilbao Basket                          | CB Tarragona                           | Melvin Simon                           |  |
| III            | 2002-03    | CB Aracena                             | CB Ciudad de Algeciras                 | John Schuck                            |  |
| IV             | 2003-04    | Valls Félix Hotel                      | Aguas de Calpe                         | Shalawn Miller                         |  |
| V              | 2004-05    | CB L'Hospitalet                        | Alcudia-Aracena                        | Thomas Terrell                         |  |
| VI             | 2005-06    | Autocid Ford Burgos                    | Aguas de Valencia Gandía               | Brett Beeson                           |  |
| VII            | 2006-07    | Beirasar Rosalía                       | Ciudad de La Laguna Canarias           | Jason Blair                            |  |
| Liga LEB Plata |            |                                        |                                        |                                        |  |
| VIII           | 2007-08    | Akasvayu Vic                           | Illescas Urban CLM                     | Stevie Johnson                         |  |
| IX             | 2008-09    | Faymasa Palencia                       | WTC Almeda Park Cornellà               | Robert Joseph                          |  |
| X              | 2009-10    | Fundación Adepal Alcázar               | Lobe Huesca                            | Ronald Thompson                        |  |
| XI             | 2010-11    | K-Net Clavijo                          | Bàsquet Mallorca                       | Ian O'Leary                            |  |
| XII            | 2011-12    | River Andorra                          | Aguas de Sousas Ourense                | Marko Todorović                        |  |
| XIII           | 2012-13    | Oviedo Club Baloncesto                 | Palma Air Europa                       | Will Hanley                            |  |
| XIV            | 2013-14    | Baloncesto Fuenlabrada                 | Club Bàsquet Prat                      | Ola Atoyebi                            |  |
| XV             | 2014-15    | Cáceres Ciudad del Baloncesto          | Amics del Bàsquet Castelló             | Nick Washburn                          |  |
| XVI            | 2015-16    | Club Baloncesto Peixefresco Marín      | Araberri Basket Club                   | Javonte Green                          |  |
| XVII           | 2016-17    | Iraurgi Saski Baloia                   | Club Baloncesto Ciudad de Valladolid   | Sergio de la Fuente                    |  |
| XVIII          | 2017-18    | Fundación Club Baloncesto Granada      | Real Canoe Natación Club               | Tyson Pérez                            |  |
| XIX            | 2018-19    | Club Baloncesto Lucentum Alicante      | Club Baloncesto Almansa                | Jordi Trias                            |  |
| XX             | 2019-20    | Suspendida por la Pandemia de Covid-19 | Suspendida por la Pandemia de Covid-19 | Suspendida por la Pandemia de Covid-19 |  |
| XXI            | 2020-21    | Juaristi Iraurgi SB                    | F. C. Barcelona "B"                    | Jean Montero                           |  |
| XXII           | 2021-22    | Grupo Alega Cantabria CBT              | Bueno Arenas Albacete Basket           | Millán Jiménez                         |  |
| XXIII          | 2022-23    | UBU Tizona                             | Club Bàsquet Prat                      | Jorge Lafuente                         |  |
| XXIV           | 2023-24    | Odilo FC Cartagena CB                  | Zamora Enamora                         | Nicolas Pavrette                       |  |
| Segunda FEB    |            |                                        |                                        |                                        |  |
| XXV            | 2024-25    | Palmer Basket Mallorca Palma           | Melilla Ciudad del Deporte             | Massamba Diop                          |  |